# Jose Ibarrola
Jose Ibarrola Bellido (Bilbao, Vizcaya, 2 de septiembre de 1955) es un artista plástico español.

## Biografía
Jose Ibarrola nace en Bilbao el 2 de septiembre de 1955. Hijo del pintor Agustín Ibarrola, su infancia estuvo marcada por la vida itinerante de su familia. Bilbao, Córdoba, Dinamarca, París, Burgos y Basauri serán los escenarios de su infancia, hasta que en los años 70 se asienta definitivamente entre Bilbao y Oma (Cortézubi).
Es un artista autodidacta y su trabajo abarca distintas facetas de la creación plástica: pintura, escultura, ilustración y escenografía.

## Pintura y escultura
En 1972 participa por primera vez en una exposición colectiva de Arte. Dos años después, funda junto con otros artistas el grupo Ikutze, que desarrollará una intensa labor de exposiciones y encuentros. A partir de entonces, tanto individual como colectivamente, expone o tiene obra en numerosas galerías, instituciones o museos. La pintura de este artista vasco presenta un carácter realista y figurativo con el que refleja sus propios mundos metafóricos, también visibles en su vertiente escultórica. La obra de Jose Ibarrola ha sido expuesta en espacios como Galería Aritza, Sala Rekalde, Vanguardia y Sala BBK (Bilbao), Museo de Arte e Historia (Durango), ARTIUM, Palacio Monte Hermoso, Fundación Vital Kutxa (Vitoria), Galería Pintzel (Pamplona), Trazos (Santander), Museo de Arte Contemporáneo de Madrid, Círculo de Bellas Artes y Casa de Vacas (Madrid), Galería AB (Barcelona),  Fashion Art (exposición itinerante por América, Europa y Asia), Museo de Dublín (Irlanda), Parco Nazionale delle Cinque Terre (Italia)…
Entre sus intervenciones en el espacio público destaca el cerramiento especial para las obras del Metro de la Plaza Moyua, el diseño de la Gabarra para fiestas de Bilbao de 1990, los diferentes espacios del Aeropuerto de Barajas y el logotipo del “Bulevar Barajas” (AENA, 1995), la instalación “Las Sombras del Guggenheim son de colores” (RENFE, 1997) y el “Bosque de paraguas” (Bilbaojardin, 2009). También realiza la instalación de un gran mural para el Centro Memorial de las Víctimas del Terrorismo titulado "Memoria".

## Ilustración y cómic
Desde 1975 comienza a colaborar como ilustrador freelance y desarrolla una prolífica carrera en diversos medios de comunicación como La Gaceta del Norte, Tribuna Vasca, Información, suplemento dominical de El País, Bizkaia Maitea, Gran Bilbao, Viandar, Grand Place...y El Correo, diario en el que sigue colaborando actualmente con ilustraciones en las páginas de opinión. 
En la década de los 80, influenciado por autores como Moebius, Bilal, Hugo Pratt y Tardi, publica cuatro álbumes de Cómic: 
-Orfeo, Compañía Monteverdi, editado por Tàrttalo y traducido al francés por Glenat.
-La Piedra Dormida, editado por Tárttalo y traducido al francés por Ere Comprime.
-Alfil Negro, editado por Habe.  
-Cuando canta la Serpiente, con guion de Mario Onaindía y Ion Juaristi, editado por Ikusager y traducido al italiano por Eura y al holandés, francés y alemán por Arboris.
Igualmente, cuenta con narraciones cortas y tiras de cómic en publicaciones como Pamiela y Cimoc, es diseñador de carteles e ilustra numerosas portadas de libros. La editorial Elea recoge en el libro “Tiempo de papel” una selección de 54 ilustraciones entre las más de 5.000 que ha publicado en sus colaboraciones periodísticas y el Salón del Cómic de Getxo le otorga el premio honorífico de 2016 por ser una “figura de referencia en la escena artística vasca”. En 2022 publica en la editorial Gallo de Oro el libro ilustrado “Balcones”, un testimonio gráfico sobre la cuarentena con textos de Martín Ibarrola.

## Escenografía
Desde 1980 compagina las facetas de pintor e ilustrador con las de escenógrafo para Cine, Teatro y Televisión. A lo largo de su carrera diseña espectáculos para una veintena de compañías teatrales y realiza la escenografía de más de cien obras, entre las que se incluyen éxitos como Doña Elvira, imagínate Euskadi de Ignacio Amestoy (Geroa, 1986), El pianista del Océano de Alessandro Báricco  (Tanttaka, 1999), El diluvio de Noé de Benjamín Britten (dirección de Fernando Bernués y Emilio Aragón, 2007), La aventura en el Teatro dirigida por Lluis Pascual (T. Arriaga 2007), El hijo del acordeonista- Soinujolearen semea de Bernardo Atxaga (Tanttaka, 2012) y El viaje a ninguna parte de Fernando Fernan Gómez (dirección de Ramón Barea y producción de Teatro Arriaga, 2021).
También firma la dirección artística de espectáculos como El maniquí de la plaza (Azkuna Zentroa-Alhóndiga de Bilbao), En nombre de muchos (Festival Internacional de Poesía), Buscando ideas para cambiar el mundo (Jornadas de pensamiento y reflexión sobre la sociedad contemporánea), Euskadi, año de las culturas por la Paz y la Libertad (Palacio de Euskalduna), Itxaropena (Conmemoración del 75 Aniversario de los bombardeos de Gernika) y Los paraguas de la Plaza (Gauzuria-Nocheblanca de Bilbao). Así mismo ha realizado la dirección artística para programas de televisión y cine, incluido el largometraje Pecata minuta, dirigido por Ramón Barea. 
También firma la dirección artística de espectáculos como En nombre de muchos (Festival Internacional de Poesía), Buscando ideas para cambiar el mundo (Jornadas de pensamiento y reflexión sobre la sociedad contemporánea), Euskadi, año de las culturas por la Paz y la Libertad (Palacio de Euskalduna), Itxaropena (Conmemoración del 75 Aniversario de los bombardeos de Gernika) y Los paraguas de la Plaza (Gauzuria-Nocheblanca de Bilbao). Así mismo ha realizado la dirección artística para programas de televisión y cine, incluido el largometraje Pecata minuta, dirigido por Ramón Barea.
Es “Premio Rosa Aguirre de Teatro 1992” por la mejor escenografía con Hoy, última función, “Premio Ercilla 2012” por la Mejor Labor Teatral y “Premio Larruzz 2012 de Artes Escénicas” por su Trayectoria Teatral.

## Últimas exposiciones
- “Exlibros". Biblioteca de Bidebarrieta, Bilbao (2002).
- "El horizonte que me dice”. Exposición en la Galería Aritza, Bilbao (2010).
- Escultura titulada “Libro navegable”. Premios Literarios Euskadi desde 2010.
- Participación en la Feria Internacional de Grabado FIG Bilbao (2014) como artista invitado en el Espacio El Correo.
- “Surfboard Master Pieces”. Intervención sobre tabla de surf para la exposición itinerante (Presentación en el Museo Balenciaga. Getaria 2014).
- Participación en la muestra “Arte sin miedo” en la Sede del Parlamento Europeo (Bruselas 2015).
- Exposición colectiva de pintura titulada “Mars de mirades” (colaboración entre L´Alguer de Cerdeñay el Centre Experimental de les Arts. Parc del Garraf. de Barcelona 2016).

- Exposición “Cuestión de tiempo” en la Sala Rekalde (Bilbao, 2016); en Villapresente/Espacio de Arte Contemporáneo (Reocín 2017); en la Galería de Arte
- Espacio Garcilaso (Torrelavega, 2017); y en Portalea (Eibar, 2018).

- "Luces en la memoria" en el Koldo Mitxelena (San Sebastián, 2018).
- Escultura titulada "Txoria" para Premios de Turismo, Comercio y Consumo de Euskadi desde 2019.
- Exposición "Mirar alrededor" en el Centro cultural Montehermoso (Vitoria/Gazteiz, 2022)